# Bartrès
Bartrès é uma comuna francesa na região administrativa de Occitânia, no departamento dos Altos Pirenéus. Estende-se por uma área de 7,31 km², Em 2010 a comuna tinha 544 habitantes (densidade: 74,4 hab./km²)..